# 高橋誉冨
高橋 誉冨（高橋 譽冨、たかはし たかよし、1913年9月29日 - 2003年5月13日）は、日本の政治家。参議院議員（1期、自由民主党）。

## 経歴
千葉県出身。1937年千葉県師範学校（現千葉大学教育学部）卒。卒業後は千葉県内の小学校で教鞭を執り、その後は、習志野市立津田沼小学校校長や船橋市立二宮中学校校長を務めた。1963年千葉県議会議員（八千代市）を経て、1974年の第10回参議院議員通常選挙（千葉地方区）で初当選、当選1回。福田赳夫内閣で北海道開発政務次官を務めた。1980年に引退。1984年秋の叙勲で勲三等旭日中綬章受章。
2003年5月13日午前2時39分、肺炎のため千葉県八千代市の病院で死去、89歳。死没日をもって正五位に叙される。

## 著書
- 「教育ひとすじ」（1973年）
- 「魂にひびく体育」（1961年）